# Hasan Okan Gültang
Hasan Okan Gültang (* 29. Oktober 1972 in Adana) ist ein ehemaliger türkischer Fußballtorhüter und -trainer.

## Spielerkarriere

### Die ersten Jahre und Adana Demirspor
Hasan Gültang begann mit dem Vereinsfußball 1991 in der Jugend von Adana Demirspor. Zur Saison 1992/93 wurde er als Amateurspieler in den Profikader dieses Vereins aufgenommen. Am 11. Oktober 1992 gab er während einer Zweitligapartie gegen Muşspor sein Profidebüt. Nach dieser Begegnung spielte er bis zur Winterpause bei einer Pokalbegegnung, ehe er zur Rückrunde zum Stammtorhüter aufstieg. Durch diese Leistungen fiel er dem damaligen U-21-Nationaltrainer der Türkei, Fatih Terim, auf. Dieser betreute auch die türkische Olympiaauswahl, die an den Mittelmeerspielen 1993 teilnahm. Terim nominierte überraschend Gültang in den Kader dieses Turniers. Gültang spielte in allen Partien seiner Mannschaft während dieses Turniers und hatte Anteil an dem Gewinn der Goldmedaille. Hier setzte man sich gegen die Mannschaften von Frankreich und Italien durch und wurde Turniersieger. Durch diesen Erfolg, der als eines der bis dato größten der türkischen Fußballgeschichte gewertet wurde, wurden die unbekannten Spieler von den Talentscouts der türkischen Klubs näher beobachtet. Der türkische Erstligist Gençlerbirliği Ankara reagierte am schnellsten und verpflichtete Gültang drei Tage nach Turnierende.

### Gençlerbirliği Ankara
Zu Gençlerbirliği gewechselt, übernahm er in den ersten Spieltagen vom jugoslawischen Torhüter Ivo Simunic den Stammplatz und behielt diesen die nächsten zwei Spielzeiten. Durch seine Leistungen in der Saison 1994/95 stieg er zum Nationalspieler auf und schaffte es so in die Transferliste viele größerer Vereine.

### Istanbulspor
Zur Saison 1995/96 stieg İstanbulspor in die Süper Lig auf. Zuvor wurde der Verein von dem Milliardär Cem Uzan aufgekauft. Dieser wollte mit Istanbulspor eine Alternative zu den drei großen Istanbuler Vereinen Galatasaray Istanbul, Fenerbahçe Istanbul und Beşiktaş Istanbul schaffen. So wurden ohne Rücksicht auf die Kosten nationale und internationale Stars wie Oleg Salenko, Peter van Vossen, John van den Brom, Saffet Akyüz, Emre Aşık, Sergen Yalçın, Oğuz Çetin, Tanju Çolak, Hamza Hamzaoğlu etc. eingekauft. Unter den verpflichteten Spielern befand sich auch Gültang. Als Trainer stellte man Leo Beenhakker ein. Die erste Saison verlief nicht wie erwartet und die Mannschaft belegte trotz großer Investitionen einen enttäuschenden 13. Platz. Gültang hatte hier mit Fahrudin Omerović und Haluk Güngör zwei gute Torhüter zur Konkurrenz und absolvierte insgesamt neun Ligapartien.

### Adanaspor
Bereits nach einer Saison verließ Gültang Istanbulspor und wechselte zum zweiten Verein seiner Heimatstadt, zum Zweitligisten Adanaspor. Auch hier war Cem Uzan mit seinem Familienclan, die aus dieser Region stammen, als Mäzen tätig und versuchte auch dieses ehemals ständige Mitglied der höchsten türkischen Spielklasse wieder zu einem erfolgreichen Verein auszubauen. In seiner neuen Wirkungsstätte stieg Gültang sofort zum unangefochtenen Stammtorhüter auf. Während man in der Saison 1996/97 den Aufstieg knapp verpasste, erreichte man durch die Vizemeisterschaft der TFF 1. Lig den direkten Aufstieg in die 1. Lig. In die 1. Lig aufgestiegen verlor Gültang seinen Stammplatz an den zweiten Torhüter Yavuz Eraydın.

### Gaziantepspor
Nachdem er bei Adanaspor seinen Stammplatz verloren hatte, wechselte Gültang innerhalb der Liga zu Gaziantepspor. Bei diesem Verein war bereits Ömer Çatkıç als Stammtorhüter gesetzt. Gültang blieb drei Spielzeiten lang dessen Ersatzmann und absolvierte einige sporadische Einsätze. Während seiner Zeit bei Gaziantep wurde er mit dem Klub zweimal Tabellendritter und war damit an den bis dato größten Erfolgen der Vereinsgeschichte beteiligt.

### Karriereausklang
Im Sommer 2003 wechselte Gültang zum Zweitligisten Kayserispor. Hier war er sofort als Stammtorhüter gesetzt. Nachdem aber zum Saisonende der Aufstieg misslang, verließ er diesen Verein. Zur neuen Saison wechselte er zum Ligakonkurrenten Mersin İdman Yurdu. Nach einem Jahr bei diesem Verein wechselte er in die TFF 3. Lig zu Kardemir DÇ Karabükspor. Die Spielzeit 2005/06 verbrachte er bei den Drittligisten Kahramanmaraşspor und Yıldırım Bosnaspor. Nachdem er jeweils für eine Saison für die Vereine Afyonkarahisarspor und Bugsaş Spor aktiv gewesen war, beendete er im Sommer 2008 seine aktive Laufbahn.

### Nationalmannschaft
Gültang wurde vom damaligen U-21-Nationaltrainer der Türkei, Fatih Terim, in den Kader der türkischen Olympiaauswahl für die Mittelmeerspiele 1993 nominiert. Hier kam er bei allen Partien seines Teams zum Einsatz und wurde mit seinem Team Goldmedaillengewinner. Nach diesem Turnier spielte er zwei weitere Male für die Türkische U-21-Nationalmannschaft.
1995 wurde er von Fatih Terim, der mittlerweile Trainer der Türkischen Nationalmannschaft geworden war, fünfmal in die Nationalelf berufen. Dabei saß er bei vier dieser Partien auf der Ersatzbank und absolvierte sein erstes und letztes Länderspiel während eines Testspiels vom 8. März 1995 gegen die Israelische Nationalmannschaft.

## Trainerkarriere
Nach Ende seiner Fußballspielerlaufbahn übernahm Gültang das Amt des Torwarttrainers bei Giresunspor. Bereits zwei Monate später verließ er diesen Verein und wurde Torwarttrainer bei der türkischen Jugendnationalmannschaft und gehörte damit zum Trainerstab von Nationaltrainer Guus Hiddink.
Zur Saison 2011/12 übernahm er beim Erstligisten Gaziantepspor das Amt des Torwarttrainers. Im März 2013 folgte er seinem früheren Cheftrainer bei der Türkischen U-21-Auswahl, Raşit Çetiner, und wurde Torwarttrainer beim Zweitligisten Şanlıurfaspor.

## Erfolge
Mit Adanaspor
- Vize-Meister der TFF 1. Lig und Aufstieg in die Süper Lig: 1998/99

Mit Gaziantepspor:
- - Tabellendritter der Süper Lig: 1999/2000, 2000/01

Mit der türkischen Olympische-Mannschaft:
- Goldmedaillensieger bei den Mittelmeerspielen: 1993